# 中河村
中河村（なかがわむら）は福井県今立郡にあった村。現在の鯖江市中心部の北東、北陸本線・北鯖江駅の東側、北陸自動車道・鯖江インターチェンジから北鯖江パーキングエリアにかけての沿道にあたる。

## 歴史
- 1889年（明治22年）4月1日 - 町村制の施行により、今立郡下河端村、上河端村、中野村、舟枝村及び橋立村の区域をもって、今立郡中河村が発足する。
- 1955年（昭和30年）1月15日 - 今立郡鯖江町、神明町、中河村、片上村、丹生郡立待村、吉川村及び豊村が合併して、鯖江市が発足する。

## 村長
- 加藤吉太夫

## 交通

### 鉄道路線
村域を日本国有鉄道の北陸本線が通過したが、駅は所在しなかった。現在は北鯖江駅が所在（合併4ヶ月後の開業）。

### 道路
現在は旧村域に北陸自動車道の北鯖江パーキングエリアが所在するが、当時は未開通。

## 出身著名人
- 山田仙之助（織物業・貴族院多額納税者議員）